# Parigi-Nizza 2009
La Parigi-Nizza 2009, sessantasettesima edizione della corsa, si svolse in otto tappe dall'8 al 15 marzo 2009, per un percorso totale di 1252 km da Amilly a Nizza, Francia. Fu vinta dallo spagnolo Luis León Sánchez della Caisse d'Epargne, che concluse la corsa con un minuto di vantaggio sul secondo classificato Fränk Schleck.

## Tappe
| Tappa  | Data     | Percorso                                          | km      | Vincitore di tappa   | Leader cl. generale |
| ------ | -------- | ------------------------------------------------- | ------- | -------------------- | ------------------- |
| 1ª     | 8 marzo  | Amilly (Cron. individuale)                        | 9,3     | Alberto Contador     | Alberto Contador    |
| 2ª     | 9 marzo  | Saint-Brisson-sur-Loire > La Chapelle-Saint-Ursin | 195,5   | Heinrich Haussler    | Alberto Contador    |
| 3ª     | 10 marzo | Orval > Vichy                                     | 178     | Sylvain Chavanel     | Sylvain Chavanel    |
| 4ª     | 11 marzo | Vichy > Saint-Étienne                             | 173,5   | Christian Vandevelde | Sylvain Chavanel    |
| 5ª     | 12 marzo | Annonay > Vallon-Pont-d'Arc                       | 204     | Jérémy Roy           | Sylvain Chavanel    |
| 6ª     | 13 marzo | Saint-Paul-Trois-Châteaux > La Montagne de Lure   | 182,5   | Alberto Contador     | Alberto Contador    |
| 7ª     | 14 marzo | Manosque > Fayence                                | 191     | Luis León Sánchez    | Luis León Sánchez   |
| 8ª     | 15 marzo | Nizza > Nizza                                     | 119     | Antonio Colom        | Luis León Sánchez   |
| Totale | Totale   | Totale                                            | 1 252,8 |                      |                     |

## Squadre e corridori partecipanti
| N.    | Cod. | Squadra                 |
| ----- | ---- | ----------------------- |
| 1-8   | ALM  | AG2R La Mondiale        |
| 11-18 | SIL  | Silence-Lotto           |
| 21-28 | RAB  | Rabobank                |
| 31-38 | GRM  | Team Garmin-Slipstream  |
| 41-48 | QST  | Quick Step              |
| 51-58 | AST  | Astana                  |
| 61-68 | GCE  | Caisse d'Epargne        |
| 71-78 | FDJ  | Française des Jeux      |
| 81-88 | SAX  | Team Saxo Bank          |
| 91-97 | THR  | Team Columbia-High Road |

| N.      | Cod. | Squadra                     |
| ------- | ---- | --------------------------- |
| 101-108 | LIQ  | Liquigas                    |
| 111-118 | COF  | Cofidis, le Crédit en Ligne |
| 121-128 | EUS  | Euskaltel-Euskadi           |
| 131-138 | BBO  | Bbox Bouygues Télécom       |
| 141-148 | KAT  | Team Katusha                |
| 151-158 | AGR  | Agritubel                   |
| 161-168 | LAM  | Lampre-N.G.C.               |
| 171-178 | MRM  | Team Milram                 |
| 181-188 | CTT  | Cervélo TestTeam            |
| 191-198 | SKS  | Skil-Shimano                |

## Dettagli delle tappe

### 1ª tappa
- 8 marzo: Amilly – Cronometro individuale – 9,3 km

Risultati
| Pos. | Corridore         | Squadra      | Tempo  |
| ---- | ----------------- | ------------ | ------ |
| 1    | Alberto Contador  | Astana       | 11'05" |
| 2    | Bradley Wiggins   | Garmin       | a 7"   |
| 3    | Luis León Sánchez | C. d'Epargne | a 9"   |

| Pos. | Corridore         | Squadra      | Tempo  |
| ---- | ----------------- | ------------ | ------ |
| 1    | Alberto Contador  | Astana       | 11'05" |
| 2    | Bradley Wiggins   | Garmin       | a 7"   |
| 3    | Luis León Sánchez | C. d'Epargne | a 9"   |

### 2ª tappa
- 9 marzo: Saint-Brisson-sur-Loire > La Chapelle-Saint-Ursin  – 195,5 km

Risultati
| Pos. | Corridore         | Squadra       | Tempo    |
| ---- | ----------------- | ------------- | -------- |
| 1    | Heinrich Haussler | Cervélo       | 4h55'01" |
| 2    | Mark Renshaw      | Columbia      | s.t.     |
| 3    | Mirco Lorenzetto  | Lampre-N.G.C. | s.t.     |

| Pos. | Corridore         | Squadra      | Tempo    |
| ---- | ----------------- | ------------ | -------- |
| 1    | Alberto Contador  | Astana       | 4h56'06" |
| 2    | Bradley Wiggins   | Garmin       | a 7"     |
| 3    | Luis León Sánchez | C. d'Epargne | a 9"     |

### 3ª tappa
- 10 marzo: Orval > Vichy – 178 km

Risultati
| Pos. | Corridore           | Squadra    | Tempo    |
| ---- | ------------------- | ---------- | -------- |
| 1    | Sylvain Chavanel    | Quick Step | 4h33'12" |
| 2    | Juan Antonio Flecha | Rabobank   | s.t.     |
| 3    | Sebastian Langeveld | Rabobank   | s.t.     |

| Pos. | Corridore           | Squadra    | Tempo    |
| ---- | ------------------- | ---------- | -------- |
| 1    | Sylvain Chavanel    | Quick Step | 9h29'24" |
| 2    | Juan Manuel Gárate  | Rabobank   | a 33"    |
| 3    | Juan Antonio Flecha | Rabobank   | a 36"    |

### 4ª tappa
- 11 marzo: Vichy > Saint-Étienne – 173,5 km

Risultati
| Pos. | Corridore            | Squadra       | Tempo    |
| ---- | -------------------- | ------------- | -------- |
| 1    | Christian Vandevelde | Garmin        | 4h01'31" |
| 2    | Jonathan Hivert      | Skil-Shimano  | a 14"    |
| 3    | Mirco Lorenzetto     | Lampre-N.G.C. | s.t.     |

| Pos. | Corridore           | Squadra    | Tempo     |
| ---- | ------------------- | ---------- | --------- |
| 1    | Sylvain Chavanel    | Quick Step | 13h31'36" |
| 2    | Juan Manuel Gárate  | Rabobank   | a 6"      |
| 3    | Juan Antonio Flecha | Rabobank   | a 36"     |

### 5ª tappa
- 12 marzo: Annonay > Vallon-Pont-d'Arc – 204 km

Risultati
| Pos. | Corridore       | Squadra         | Tempo    |
| ---- | --------------- | --------------- | -------- |
| 1    | Jérémy Roy      | Franç. des Jeux | 4h58'47" |
| 2    | Thomas Voeckler | Bouygues Tél.   | s.t.     |
| 3    | Tony Martin     | Columbia        | s.t.     |

| Pos. | Corridore           | Squadra    | Tempo     |
| ---- | ------------------- | ---------- | --------- |
| 1    | Sylvain Chavanel    | Quick Step | 18h32'56" |
| 2    | Juan Manuel Gárate  | Rabobank   | a 6"      |
| 3    | Juan Antonio Flecha | Rabobank   | a 36"     |

### 6ª tappa
- 13 marzo: Saint-Paul-Trois-Châteaux > La Montagne de Lure – 182,5 km

Risultati
| Pos. | Corridore         | Squadra      | Tempo    |
| ---- | ----------------- | ------------ | -------- |
| 1    | Alberto Contador  | Astana       | 4h47'46" |
| 2    | Fränk Schleck     | Saxo Bank    | a 58"    |
| 3    | Luis León Sánchez | C. d'Epargne | s.t.     |

| Pos. | Corridore         | Squadra      | Tempo     |
| ---- | ----------------- | ------------ | --------- |
| 1    | Alberto Contador  | Astana       | 23h21'08" |
| 2    | Luis León Sánchez | C. d'Epargne | a 1'13"   |
| 3    | Sylvain Chavanel  | Quick Step   | a 1'24"   |

### 7ª tappa
- 14 marzo: Manosque > Fayence – 191 km

Risultati
| Pos. | Corridore         | Squadra      | Tempo    |
| ---- | ----------------- | ------------ | -------- |
| 1    | Luis León Sánchez | C. d'Epargne | 4h43'34" |
| 2    | Antonio Colom     | Team Katusha | a 50"    |
| 3    | Fränk Schleck     | Saxo Bank    | s.t.     |

| Pos. | Corridore         | Squadra      | Tempo     |
| ---- | ----------------- | ------------ | --------- |
| 1    | Luis León Sánchez | C. d'Epargne | 28h05'45" |
| 2    | Sylvain Chavanel  | Quick Step   | a 1'19"   |
| 3    | Fränk Schleck     | Saxo Bank    | a 1'21"   |

### 8ª tappa
- 15 marzo: Nizza > Nizza – 119 km

Risultati
| Pos. | Corridore        | Squadra      | Tempo    |
| ---- | ---------------- | ------------ | -------- |
| 1    | Antonio Colom    | Team Katusha | 2h47'49" |
| 2    | Alberto Contador | Astana       | s.t.     |
| 3    | Fränk Schleck    | Saxo Bank    | a 1"     |

| Pos. | Corridore         | Squadra      | Tempo     |
| ---- | ----------------- | ------------ | --------- |
| 1    | Luis León Sánchez | C. d'Epargne | 30h53'51" |
| 2    | Fränk Schleck     | Saxo Bank    | a 1'00"   |
| 3    | Sylvain Chavanel  | Quick Step   | a 1'09"   |

## Evoluzione delle classifiche
| Tappa              | Vincitore            | Classifica generale | Classifica a punti | Classifica scalatori | Classifica miglior giovane | Classifica a squadre |
| ------------------ | -------------------- | ------------------- | ------------------ | -------------------- | -------------------------- | -------------------- |
| 1ª                 | Alberto Contador     | Alberto Contador    | Alberto Contador   | non assegnata        | Tony Martin                | Astana               |
| 2ª                 | Heinrich Haussler    | Alberto Contador    | Heinrich Haussler  | Aitor Hernández      | Tony Martin                | Astana               |
| 3ª                 | Sylvain Chavanel     | Sylvain Chavanel    | Sylvain Chavanel   | Stéphane Augé        | Kevin Seeldraeyers         | Rabobank             |
| 4ª                 | Christian Vandevelde | Sylvain Chavanel    | Mirco Lorenzetto   | Stéphane Augé        | Kevin Seeldraeyers         | Rabobank             |
| 5ª                 | Jérémy Roy           | Sylvain Chavanel    | Mirco Lorenzetto   | Tony Martin          | Kevin Seeldraeyers         | Rabobank             |
| 6ª                 | Alberto Contador     | Alberto Contador    | Mirco Lorenzetto   | Tony Martin          | Kevin Seeldraeyers         | Team Saxo Bank       |
| 7ª                 | Luis León Sánchez    | Luis León Sánchez   | Sylvain Chavanel   | Tony Martin          | Kevin Seeldraeyers         | Team Saxo Bank       |
| 8ª                 | Antonio Colom        | Luis León Sánchez   | Sylvain Chavanel   | Tony Martin          | Kevin Seeldraeyers         | Team Saxo Bank       |
| Classifiche finali | Classifiche finali   | Luis León Sánchez   | Sylvain Chavanel   | Tony Martin          | Kevin Seeldraeyers         | Team Saxo Bank       |

## Classifiche della corsa

### Classifica generale
| Pos. | Corridore           | Squadra         | Tempo     |
| ---- | ------------------- | --------------- | --------- |
| 1    | Luis León Sánchez   | C. d'Epargne    | 30h53'51" |
| 2    | Fränk Schleck       | Saxo Bank       | a 1'00"   |
| 3    | Sylvain Chavanel    | Quick Step      | a 1'09"   |
| 4    | Alberto Contador    | Astana          | a 1'24"   |
| 5    | Antonio Colom       | Team Katusha    | a 1'47"   |
| 6    | Jens Voigt          | Saxo Bank       | a 1'59"   |
| 7    | Kevin Seeldraeyers  | Quick Step      | a 2'29"   |
| 8    | Jonathan Hivert     | Skil-Shimano    | a 2'57"   |
| 9    | Jurij Trofimov      | Bouygues Tél.   | a 3'37"   |
| 10   | Christophe Le Mével | Franç. des Jeux | a 4'00"   |

### Classifica a punti
| Pos. | Corridore         | Squadra      | Punti |
| ---- | ----------------- | ------------ | ----- |
| 1    | Sylvain Chavanel  | Quick Step   | 94    |
| 2    | Alberto Contador  | Astana       | 84    |
| 3    | Antonio Colom     | Team Katusha | 76    |
| 4    | Fränk Schleck     | Saxo Bank    | 75    |
| 5    | Luis León Sánchez | C. d'Epargne | 71    |

### Classifica scalatori
| Pos. | Corridore         | Squadra         | Punti |
| ---- | ----------------- | --------------- | ----- |
| 1    | Tony Martin       | Columbia        | 55    |
| 2    | Alberto Contador  | Astana          | 48    |
| 3    | Jérémy Roy        | Franç. des Jeux | 32    |
| 4    | Luis León Sánchez | C. d'Epargne    | 22    |
| 5    | Joan Horrach      | Team Katusha    | 21    |

### Classifica giovani
| Pos. | Corridore          | Squadra       | Tempo     |
| ---- | ------------------ | ------------- | --------- |
| 1    | Kevin Seeldraeyers | Quick Step    | 30h56'20" |
| 2    | Jonathan Hivert    | Skil-Shimano  | a 28"     |
| 3    | Jurij Trofimov     | Bouygues Tél. | a 1'08"   |
| 4    | Pierre Rolland     | Bouygues Tél. | a 10'28"  |
| 5    | Jakob Fuglsang     | Saxo Bank     | a 18'58"  |

### Classifica a squadre
| Pos. | Squadra            | Tempo     |
| ---- | ------------------ | --------- |
| 1    | Team Saxo Bank     | 92h52'45" |
| 2    | Française des Jeux | a 10'29"  |
| 3    | Caisse d'Epargne   | a 13'58"  |
| 4    | Euskaltel-Euskadi  | a 15'14"  |
| 5    | Quick Step         | a 17'23"  |

## Punteggi UCI
| Pos.                | Corridore            | Squadra       | Punti |
| ------------------- | -------------------- | ------------- | ----- |
| 1                   | Luis León Sánchez    | C. d'Epargne  | 110   |
| 2                   | Fränk Schleck        | Saxo Bank     | 88    |
| 3                   | Sylvain Chavanel     | Quick Step    | 77    |
| 4                   | Alberto Contador     | Astana        | 76    |
| 5                   | Antonio Colom        | Team Katusha  | 60    |
| 6                   | Jens Voigt           | Saxo Bank     | 42    |
| 7                   | Kevin Seeldraeyers   | Quick Step    | 31    |
| 8                   | Jonathan Hivert      | Skil-Shimano  | 25    |
| 9                   | Jurij Trofimov       | Bouygues Tél. | 10    |
| 10                  | Heinrich Haussler    | Cervélo       | 7     |
| 11                  | Christian Vandevelde | Garmin        | 6     |
| Jérémy Roy          | Franç. des Jeux      | 6             |       |
| 13                  | Bradley Wiggins      | Garmin        | 4     |
| Thomas Voeckler     | Bouygues Tél.        | 4             |       |
| Christophe Le Mével | Franç. des Jeux      | 4             |       |
| Juan Antonio Flecha | Rabobank             | 4             |       |
| Mark Renshaw        | Columbia             | 4             |       |
| Mirco Lorenzetto    | Lampre-N.G.C.        | 4             |       |
| 19                  | Tony Martin          | Columbia      | 3     |
| 20                  | Sebastian Langeveld  | Rabobank      | 2     |
| Christophe Moreau   | Agritubel            | 2             |       |
| Murilo Fischer      | Liquigas             | 2             |       |
| 23                  | David Millar         | Garmin        | 1     |
| Cadel Evans         | Silence-Lotto        | 1             |       |
| David Moncoutié     | Cofidis              | 1             |       |
| Stéphane Augé       | Cofidis              | 1             |       |
| Tom Veelers         | Skil-Shimano         | 1             |       |

| Pos.             | Squadra                 | Punti |
| ---------------- | ----------------------- | ----- |
| 1                | Team Saxo Bank          | 130   |
| 2                | Caisse d'Epargne        | 110   |
| 3                | Quick Step              | 108   |
| 4                | Astana                  | 76    |
| 5                | Team Katusha            | 60    |
| 6                | Skil-Shimano            | 26    |
| 7                | Bbox Bouygues Telecom   | 14    |
| 8                | Team Garmin-Slipstream  | 11    |
| 9                | Française des Jeux      | 10    |
| 10               | Team Columbia-High Road | 7     |
| Cervélo TestTeam | 7                       |       |
| 12               | Rabobank                | 6     |
| 13               | Lampre-N.G.C.           | 4     |
| 14               | AG2R La Mondiale        | 2     |
| Cofidis          | 2                       |       |
| Liquigas         | 2                       |       |
| 17               | Silence-Lotto           | 1     |

| Pos.      | Nazione     | Punti |
| --------- | ----------- | ----- |
| 1         | Spagna      | 250   |
| 2         | Francia     | 120   |
| 3         | Lussemburgo | 88    |
| 4         | Germania    | 52    |
| 5         | Belgio      | 31    |
| 6         | Russia      | 10    |
| 7         | Stati Uniti | 6     |
| 8         | Regno Unito | 5     |
| Australia | 5           |       |
| 10        | Italia      | 4     |
| 11        | Paesi Bassi | 3     |
| 12        | Brasile     | 2     |